# 22. Panzer-Division
22. Panzer-Division var en tysk pansardivision under andra världskriget. Den formades i september 1941 i Frankrike och flyttades till den södra delen av östfronten i mars 1942. Divisionen var den sista som blev utrustad med tjeckisktillverkade Panzer 38(t), som ansågs vara förlegade 1942.

## Strider
Efter ett katastrofalt anfall den 20 mars 1942, då divisionen förlorade 30-40% av sina trupper, stannade den i Krim och deltog i Unternehmen Trappenjagd, en tysk motoffensiv på södra östfronten. I maj 1942 flyttades divisionen norrut mot Charkiv och deltog i Tysklands sommaroffensiv 1942 längs floden Don. Den 23 juli 1942 deltog divisionen även i striden om Rostov.
XLVIII. Panzerkorps fick uppdraget att skydda den sjätte arméns flank under slaget vid Stalingrad. Den bestod av 22. Panzer-Division och den första rumänska pansardivisionen, vilken var utrustad med R2-stridsvagnen, som var lik Panzer 38(t).
Den 19 november 1942 påbörjade Sovjetunionen Operation Uranus. Denna stora motoffensiv omringade hela sjätte armén, stora delar av 4. Panzerarmee och krossade XLVIII. Panzerkorps som även inkluderade 22. Panzer-Division. Många av divisionens stridsvagnar hade varit parkerade i källare och underjordiska skyddsrum. De hade även täckts med halm för att motverka frost. När fordonen behövdes under den ryska offensiven gick många inte att starta eftersom möss hade sökt skydd i halmen och tuggat sönder fordonens kablar.
Divisionen hade så få som 30 Panzer 38(t) att bemöta de ryska T-34:orna med. Efter desperata försök att skydda sig själva runt den ryska staden Petshany mellan den 19 och 22 november 1942, splittrades 22. Panzer-Division. De få överlevande från divisionen tog sig västerut över floden Tjir för att ingå i olika stridsgrupper. Den rumänska pansardivisionen tappade 60% av sin styrka och korsade Tjir-floden med endast nitton av sina ursprungliga åttiofyra R2-stridsvagnar. Den 22. Panzer-Divisionen upplöstes officiellt i april 1943.
General Ferdinand Heim som ledde XLVIII. Panzerkorps avsattes, men blev återkallad i tjänst år 1944 för att försvara Boulogne.